# Towards Thee Infinite Beat
Towards Thee Infinite Beat — студийный альбом британской группы Psychic TV, вышедший в 1990 году.

## Об альбоме
Towards Thee Infinite Beat сделан в стиле эйсид-хаус. В открывающем альбом треке «Infinite Beat» Орридж наговаривает 23 ритуальных слова. Композиция «IC Water» посвящена вокалисту Joy Division Иэну Кёртису, который покончил с собой 18 мая в 1980 году. Накануне самоубийства у него состоялся телефонный разговор с Пи-Орриджем (на тот момент лидером Throbbing Gristle). Запись голоса Кёртиса используется в композиции. Эта композиция вышла также на одноимённом сингле.

## Список композиций
1. Infinite Beat
2. Bliss

При участии музыканта Bachir Attar
1. Drone Zone"
2. S.M.I.L.E.

Скрипка: Gini Ball
1. I.C. Water
2. Black Rainbow"
3. A Short Sharp Taste Ov Mistress Mix"
4. Horror House

Скрипка: Gini Ball
1. Jigsaw
2. Alien Be-In
3. Stick Insect
4. Money for E…